# Unione Calcio AlbinoLeffe 2004-2005
Questa voce raccoglie le informazioni riguardanti l'Unione Calcio AlbinoLeffe nelle competizioni ufficiali della stagione 2004-2005. 

## Stagione
Nella stagione 2004-2005 l'Albinoleffe disputa il campionato cadetto, raccoglie 55 punti che valgono il dodicesimo posto. Sempre allenato da Elio Gustinetti inizia il campionato con il vento in poppa, dopo quattro giornate è in testa con 12 punti a punteggio pieno. Poi pian piano ridimensiona il proprio ruolo, al termine del girone di andata con 27 punti si assesta a metà classifica. Sulla stessa falsariga il girone di ritorno chiuso con 28 punti. Non ha in squadra un attaccante da doppia cifra, ma come capita spesso nelle squadre dirette da Elio Gustinetti segnano in molti, al termine del torneo in 16 giocatori hanno realizzato almeno una rete, il migliore degli azzurri con 8 reti è Christian Araboni, con 7 centri Davide Possanzini ed Emiliano Testini, con 6 reti Marco Gori, con 5 reti Filippo Carobbio e Julien Rantier, poi con 4 reti Roberto Bonazzi. Nella Coppa Italia l'Albinoleffe disputa il secondo girone di qualificazione vinto dall'Atalanta, pur vincendo due gare con la Pro Patria ed il Vicenza.

## Rosa
| N. |                    | Ruolo | Calciatore              |
| -- | ------------------ | ----- | ----------------------- |
| 1  | Italia (bandiera)  | P     | Matteo Gritti           |
| 3  | Italia (bandiera)  | D     | Pierre Giorgio Regonesi |
| 4  | Italia (bandiera)  | C     | Filippo Carobbio        |
| 5  | Italia (bandiera)  | D     | Damiano Sonzogni        |
| 6  | Italia (bandiera)  | D     | Marco Teani             |
| 7  | Italia (bandiera)  | C     | Cristian Raimondi       |
| 7  | Francia (bandiera) | C     | Julien Rantier          |
| 8  | Italia (bandiera)  | C     | Ivan Del Prato          |
| 9  | Brasile (bandiera) | A     | Joelson                 |
| 10 | Italia (bandiera)  | A     | Roberto Bonazzi         |
| 11 | Italia (bandiera)  | A     | Emiliano Testini        |
| 13 | Italia (bandiera)  | P     | Paolo Acerbis           |
| 14 | Italia (bandiera)  | D     | Ruben Garlini           |
| 18 | Italia (bandiera)  | A     | Davide Possanzini       |
| 20 | Italia (bandiera)  | D     | Mauro Minelli           |

| N. |                   | Ruolo | Calciatore          |
| -- | ----------------- | ----- | ------------------- |
| 21 | Italia (bandiera) | C     | Marco Gori          |
| 22 | Italia (bandiera) | P     | Alberto Scotti      |
| 23 | Italia (bandiera) | C     | Mirco Poloni        |
| 24 | Italia (bandiera) | D     | Gabriele Perico     |
| 28 | Italia (bandiera) | D     | Valerio Di Cesare   |
| 29 | Italia (bandiera) | C     | Roberto Previtali   |
| 32 | Italia (bandiera) | D     | Riccardo Colombo    |
| 35 | Italia (bandiera) | C     | Alberto Colombo     |
| 51 | Italia (bandiera) | A     | Christian Araboni   |
| 74 | Italia (bandiera) | D     | Edoardo Gorini      |
| 77 | Italia (bandiera) | C     | Joseph Manzini      |
| 78 | Italia (bandiera) | C     | Alessandro Diamanti |
| 81 | Italia (bandiera) | D     | Marco Gorzegno      |
| 86 | Italia (bandiera) | C     | Andrea Cristiano    |
| 99 | Italia (bandiera) | P     | Achille Coser       |

## Risultati

### Campionato

#### Girone di andata
| Arbitro: | De Marco (Chiavari) |

|  |           |                           |
|  | Marcatori | 5’ Testini 28’ Possanzini |

| Arbitro: | Cruciani (Pesaro) |

|                         |           |  |
| Bonazzi 4’ Carobbio 27’ | Marcatori |  |

| Arbitro: | Romeo (Verona) |

|                   |           |                               |
| Calaiò 62’ (rig.) | Marcatori | 35’ Gori 47’ Teani 77’ Poloni |

| Arbitro: | De Marco (Chiavari) |

|                          |           |             |
| Carobbio 22’ Bonazzi 65’ | Marcatori | 53’ Schwoch |

| Arbitro: | Squillace (Catanzaro) |

|              |           |                |
| La Vista 46’ | Marcatori | 45+1’ Regonesi |

| Arbitro: | Preschern (Mestre) |

|               |           |                    |
| Possanzini 6’ | Marcatori | 78’ (aut.) Minelli |

| Arbitro: | Pieri (Genova) |

|            |           |  |
| Tavano 31’ | Marcatori |  |

| Arbitro: | Stefanini (Prato) |

|             |           |                                  |
| Araboni 65’ | Marcatori | 34’ Cudini 57’ Antonelli Agomeri |

| Arbitro: | Squillace (Catanzaro) |

|  |           |                         |
|  | Marcatori | 12’ Gori 70’ Possanzini |

| Arbitro: | Rosetti (Torino) |

|                               |           |                                  |
| Regonesi 25’ Araboni 30’, 56’ | Marcatori | 16’ Soligo 72’ Godeas 81’ Munari |

| Arbitro: | Romeo (Verona) |

|  |           |                                 |
|  | Marcatori | 12’, 68’ Stellone 90+2’ Makinwa |

| Arbitro: | Racalbuto (Gallarate) |

|                               |           |                            |
| Bogdani 47’, 52’ Adailton 80’ | Marcatori | 48’ Possanzini 67’ Testini |

| Arbitro: | Stefanini (Prato) |

|              |           |             |
| De Zerbi 14’ | Marcatori | 63’ Araboni |

| Arbitro: | Carlucci (Molfetta) |

|               |           |              |
| Del Prato 10’ | Marcatori | 90+4’ Guzman |

| Catania 28 novembre 2004, ore 15:00 15ª giornata | Catania           | 0 – 0 | AlbinoLeffe | Stadio Angelo Massimino\| Arbitro: \| Rizzoli (Bologna) \| |
| Arbitro:                                         | Rizzoli (Bologna) |       |             |                                                            |

| Arbitro: | Preschern (Mestre) |

|             |           |                           |
| Bonazzi 84’ | Marcatori | 46’, 75’ (rig.) Palladino |

| Arbitro: | Banti (Livorno) |

|           |           |  |
| Frick 50’ | Marcatori |  |

| Arbitro: | Gabriele (Frosinone) |

|                                          |           |  |
| Cristante 34’ (aut.) Possanzini 46’, 49’ | Marcatori |  |

| Arbitro: | Romeo (Verona) |

|                           |           |             |
| Confalone 18’ Cavalli 79’ | Marcatori | 77’ Testini |

| Arbitro: | De Marco (Chiavari) |

|                         |           |              |
| Gori 58’ Possanzini 69’ | Marcatori | 8’ Marazzina |

| Arbitro: | Rocchi (Firenze) |

|                    |           |  |
| Ferreira Pinto 60’ | Marcatori |  |

#### Girone di ritorno
| Arbitro: | Giannoccaro (Lecce) |

|             |           |  |
| Araboni 38’ | Marcatori |  |

| Arbitro: | Romeo (Verona) |

|                             |           |                          |
| Centurioni 12’Graffiedi 64’ | Marcatori | 37’ Araboni 87’ Carobbio |

| Arbitro: | Carlucci (Molfetta) |

|                                             |           |  |
| Araboni 41’ Testini 54’, 77’ Gorzegno 90+2’ | Marcatori |  |

| Arbitro: | Rodomonti (Roma) |

|                                                    |           |             |
| Crovari 2’ González 28’ Margiotta 31’ Vitiello 86’ | Marcatori | 10’ Testini |

| Arbitro: | Pantana (Macerata) |

|  |           |           |
|  | Marcatori | 68’ Gazzi |

| Arbitro: | Cassarà (Palermo) |

|  |           |             |
|  | Marcatori | 40’ Araboni |

| Bergamo 28 febbraio 2005, ore 20:45 28ª giornata | AlbinoLeffe     | 0 – 0 | Empoli | Stadio Atleti Azzurri d'Italia\| Arbitro: \| Brighi (Cesena) \| |
| Arbitro:                                         | Brighi (Cesena) |       |        |                                                                 |

| Arbitro: | Giannoccaro (Lecce) |

|                     |           |                                    |
| Bucchi 9’ Motta 20’ | Marcatori | 6’ Gori 25’ R. Colombo 80’ Joelson |

| Arbitro: | Stefanini (Prato) |

|                                |           |                                        |
| Bonazzi 77’ (rig.) Garlini 80’ | Marcatori | 32’ (aut.) R. Colombo 38’ (rig.) Gallo |

| Arbitro: | Bergonzi (Genova) |

|                       |           |            |
| Munari 31’ Godeas 34’ | Marcatori | 45+1’ Gori |

| Arbitro: | Saccani (Mantova) |

|                                     |           |                      |
| Stellone 35’, 45’ Milito 71’ (rig.) | Marcatori | 25’ Testini 31’ Gori |

| Arbitro: | Gabriele (Frosinone) |

|              |           |               |
| Regonesi 57’ | Marcatori | 29’ Gervasoni |

| Arbitro: | Giannoccaro (Lecce) |

|                     |           |  |
| Carobbio 11’ (rig.) | Marcatori |  |

| Arbitro: | Saccani (Mantova) |

|                   |           |  |
| Vantaggiato 90+1’ | Marcatori |  |

| Arbitro: | Rocchi (Firenze) |

|              |           |  |
| Carobbio 26’ | Marcatori |  |

| Arbitro: | Saccani (Mantova) |

|               |           |             |
| Palladino 34’ | Marcatori | 44’ Joelson |

| Arbitro: | Cruciani (Pesaro) |

|                            |           |               |
| Teani 34’ Rantier 57’, 69’ | Marcatori | 67’ Colasante |

| Arbitro: | Rizzoli (Bologna) |

|              |           |             |
| Masiello 30’ | Marcatori | 68’ Minelli |

| Arbitro: | Carlucci (Molfetta) |

|             |           |                 |
| Rantier 12’ | Marcatori | 43’ Ciaramitaro |

| Arbitro: | Giannoccaro (Lecce) |

|                                           |           |            |
| Quagliarella 16’ Conticchio 44’ Bruno 86’ | Marcatori | 1’ Rantier |

| Arbitro: | Pieri (Genova) |

|  |           |                  |
|  | Marcatori | 11’ Floro Flores |

### Girone 2
| Arbitro: | Pantana (Macerata) |

|                          |           |  |
| Regonesi 5’ Carobbio 41’ | Marcatori |  |

| Arbitro: | Girardi (San Donà di Piave) |

|                                 |           |  |
| Pazzini 41’ Piá 43’ Lazzari 74’ | Marcatori |  |

| Arbitro: | Preschern (Mestre) |

|  |           |            |
|  | Marcatori | 1’ Testini |

## Statistiche

### Squadra
| Giocate | Vinte | Nulle | Perse | Goal fatti | Goal subiti | Punti |
| 42      | 14    | 13    | 15    | 55         | 51          | 55    |

### Individuali
- 8 - Araboni
- 7 - Possanzini; Testini
- 6 - Gori
- 5 - Carobbio
- 4 -  Rantier; Bonazzi;
- 3 - Regonesi
- 2 - Joelson; Teani
- 1 - Colombo; Del Prato; Garlini; Gorzegno; Minelli; Poloni